# Åbo Båtvarf

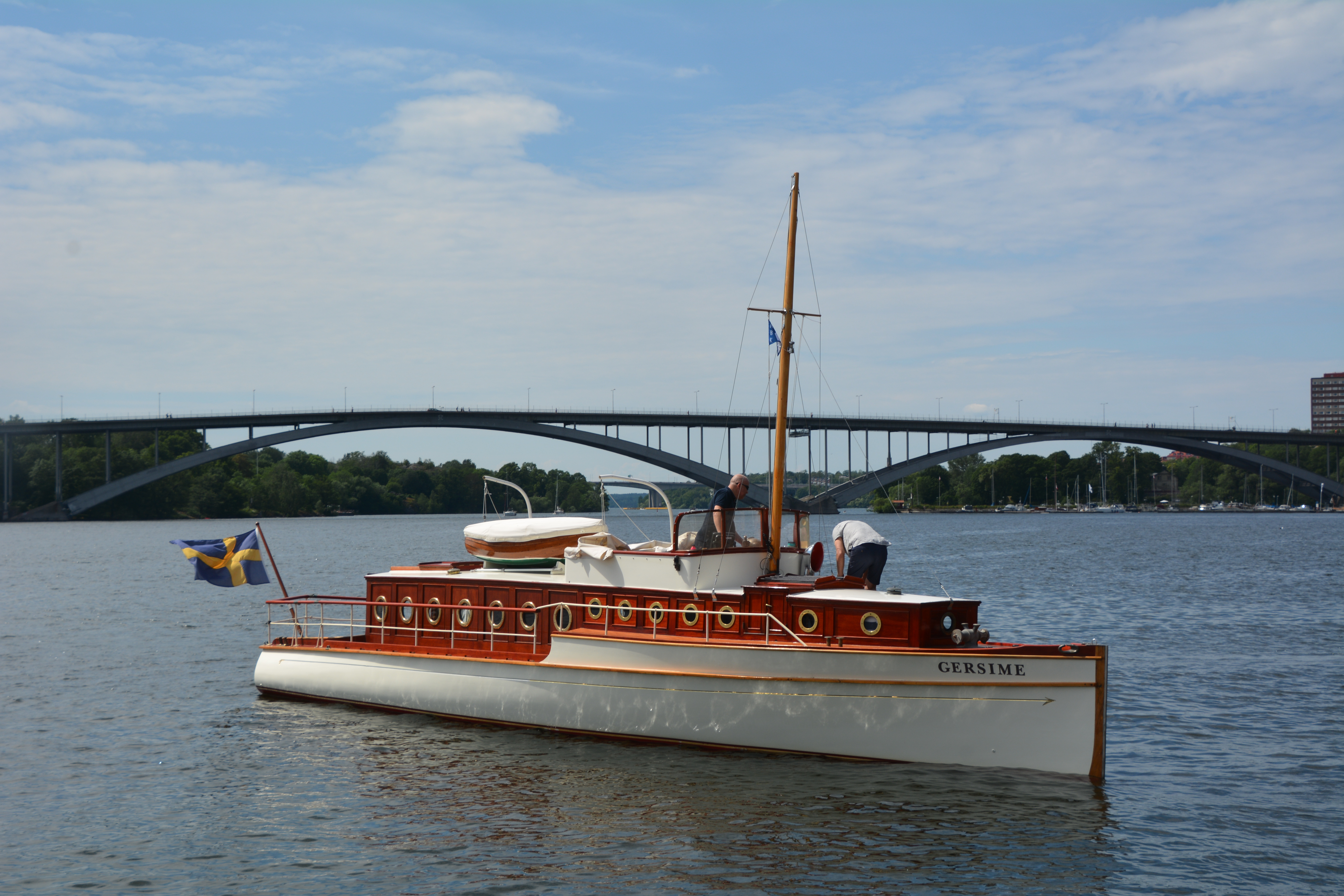
M/Y Gersime.

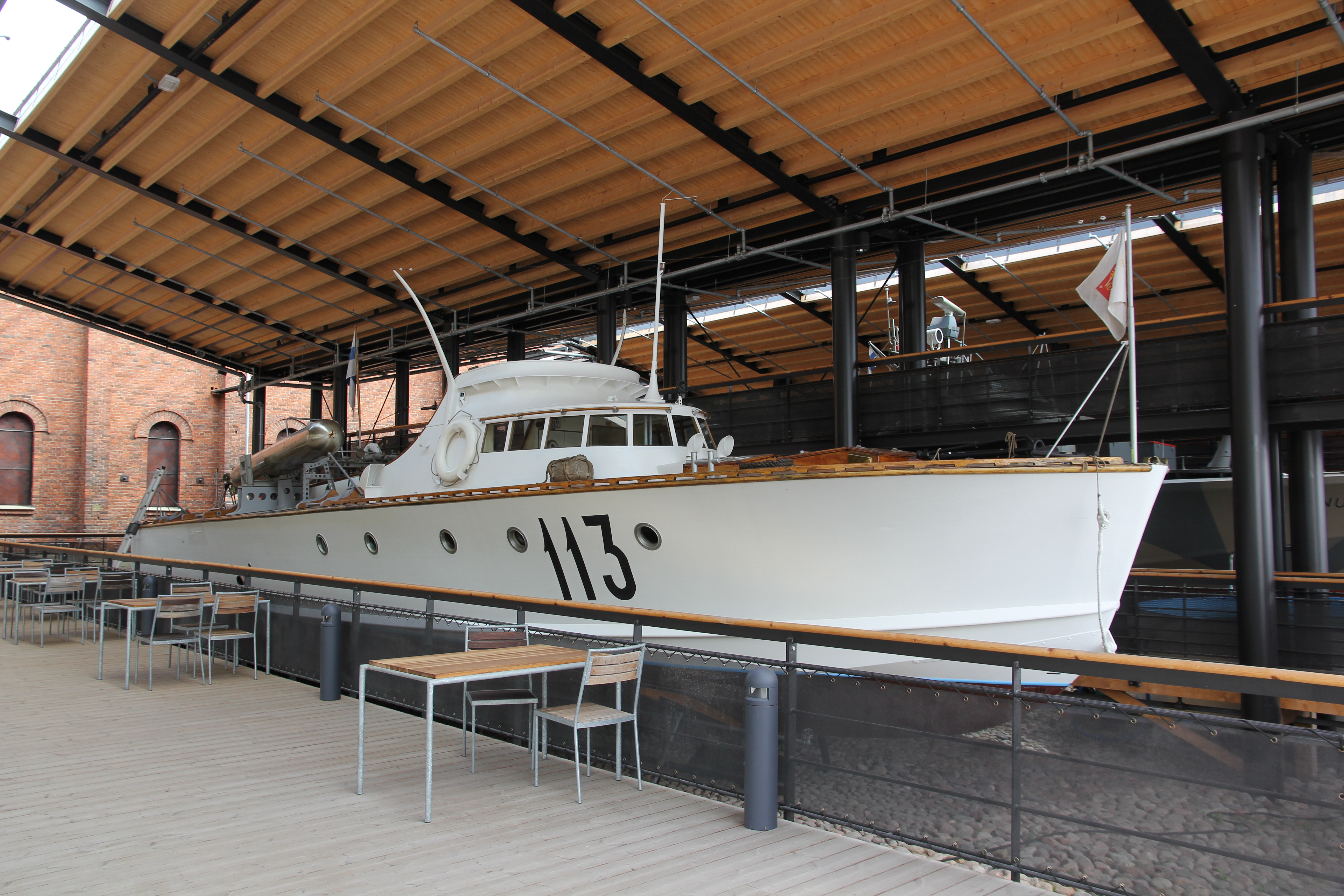
Motortorpedbåten Tyrsky på Forum Marinum i Åbo.

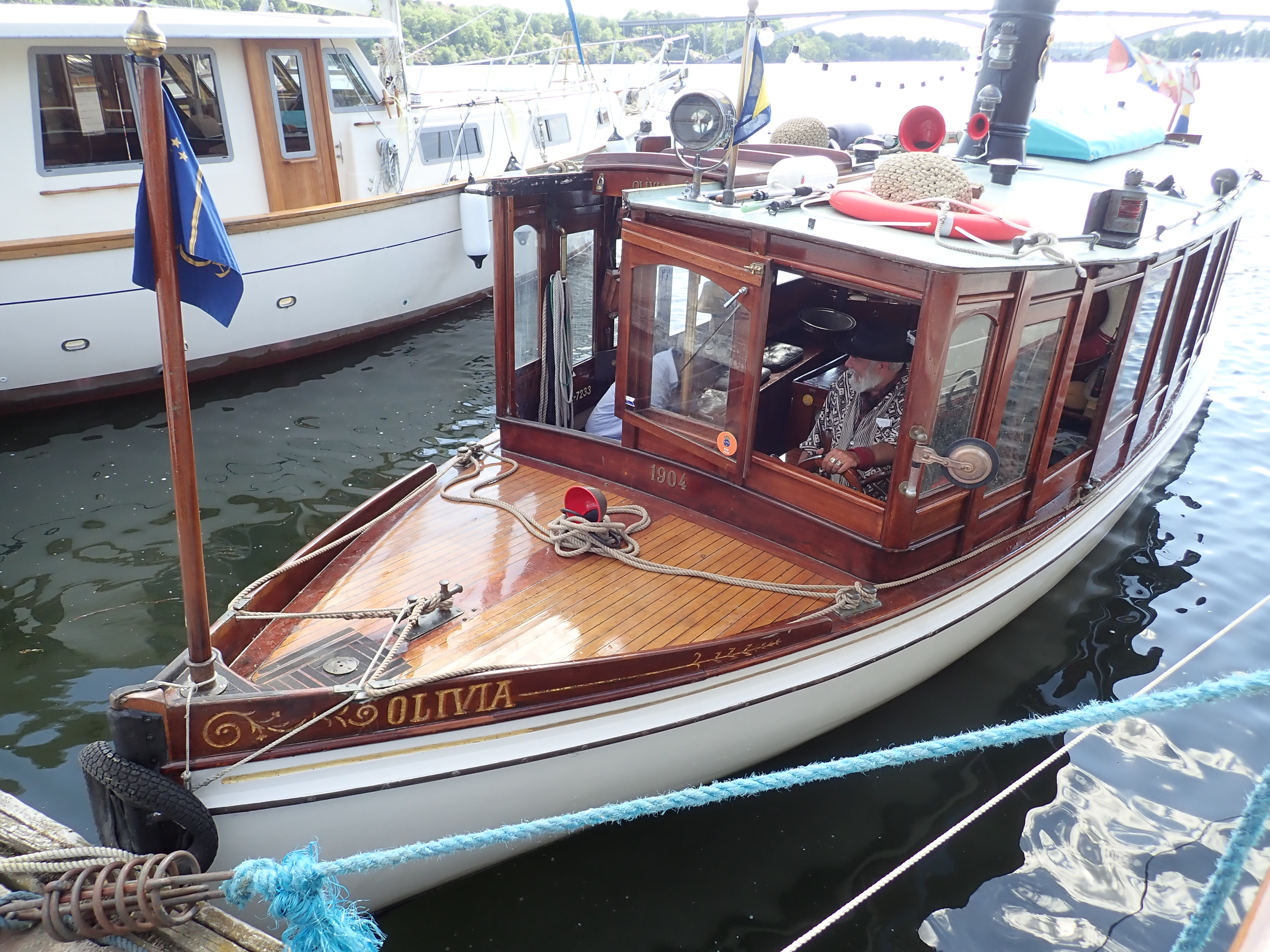
M/Y Olivia på Riddarfjärden i Stockholm.

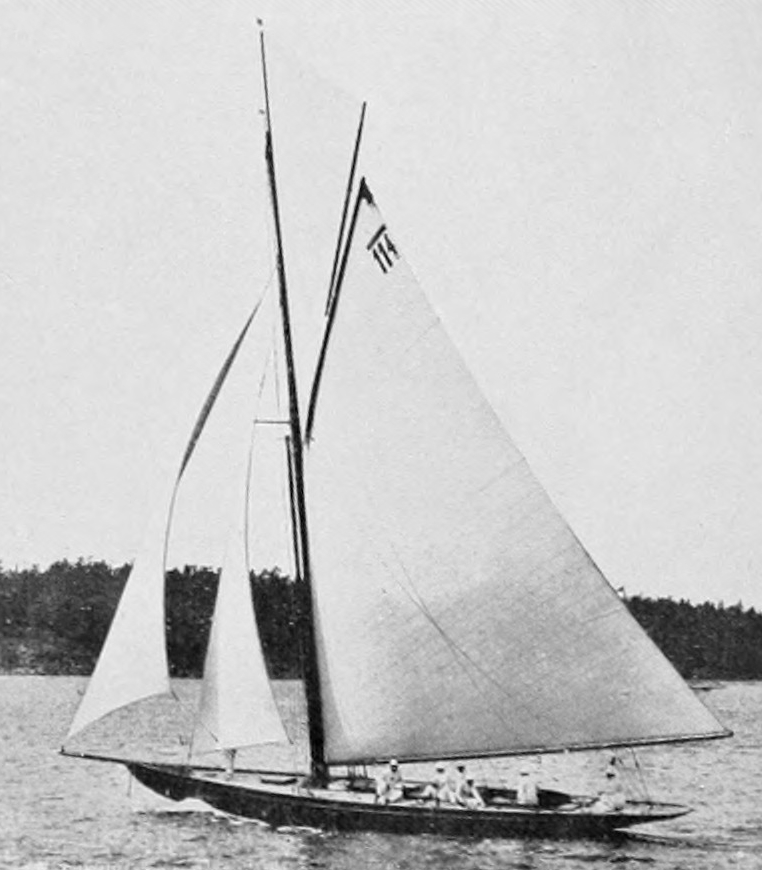
Kitty, 1911.

Åbo Båtvarf (finska: Turun veneveistämö) var ett varv på Runsala, vid Auras mynning, i Åbo. Det grundades 1889 som en filial till W:m Crichton & C:o för att bygga liv- och skeppsbåtar.
Det övertogs 1892 av Gustaf Adolf Lindblom (1862–1916) och leddes av båtbyggaren August Westin (1845–1920). Hans söner arbetade också där. Bruno Westin (1883–1951) var driftsingenjör och Zaké Westin (1886–1938) var båtkonstruktör. Dottersonen Jarl Lindblom (1902–1985) var senare skeppskonstruktör vid Åbo Båtvarf. Varvet anlitade också bland andra Gustaf Estlander och Gunnar L. Stenbäck som konstruktörer.  Varvet byggde segelbåtar, rodd- och livbåtar, mindre kustfartyg samt patrull- och torpedbåtar.
Åbo Båtvarf lade ned tillverkningen på Runsala 1954 efter att ha byggt omkring 5 000 båtar. Företaget togs över av Fiskars på 1960-talet, men lyckades inte med övergången till plastbåtsproduktion och lades ned på 1970-talet.

## Byggda båtar i urval
- 1904 M/Y Olivia, motoryacht för Fredrik Holm i Marstrand.
- 1907 M/Y Måsen, motoryacht för Henning von Rettig
- 1909 Lucky Girl, 12,7 meters segelyacht, varvsnummer 570, ritad av William Fife
- 1911 M/Y Gersime, salongsmotorbåt, ritad av Zeké Westin och byggd för Harry Axelsson Iohnson
- 1911 Kitty, kappseglingsbåt, ritad av Alfred Mylne
- 1921 Naja, segelbåt ritad av Gunnar L. Stenbäck
- Början av 1920-talet M/Y Paragon, motoryacht ritad av Zaké Westin
- 1923 M/Y Airawata, motoryacht
- 1928 Sphinx, segelbåt ritad av Gustaf Estlander för Frosterus
- 1928 Isabel, segelbåt ritad av Gustaf Estlander
- 1936 S/Y Daphne, ketch, ritad av Jarl Lindblom, vilken blivit berömd genom Göran Schildts böcker[1]
- 1943–1946 Tarmo, Taisto 2, Tyrsky, Tuina. Tuisku, Tuuli, Taisto 7 och Taisto 8, motortorpedbåtar av T-klass

## Bildgalleri

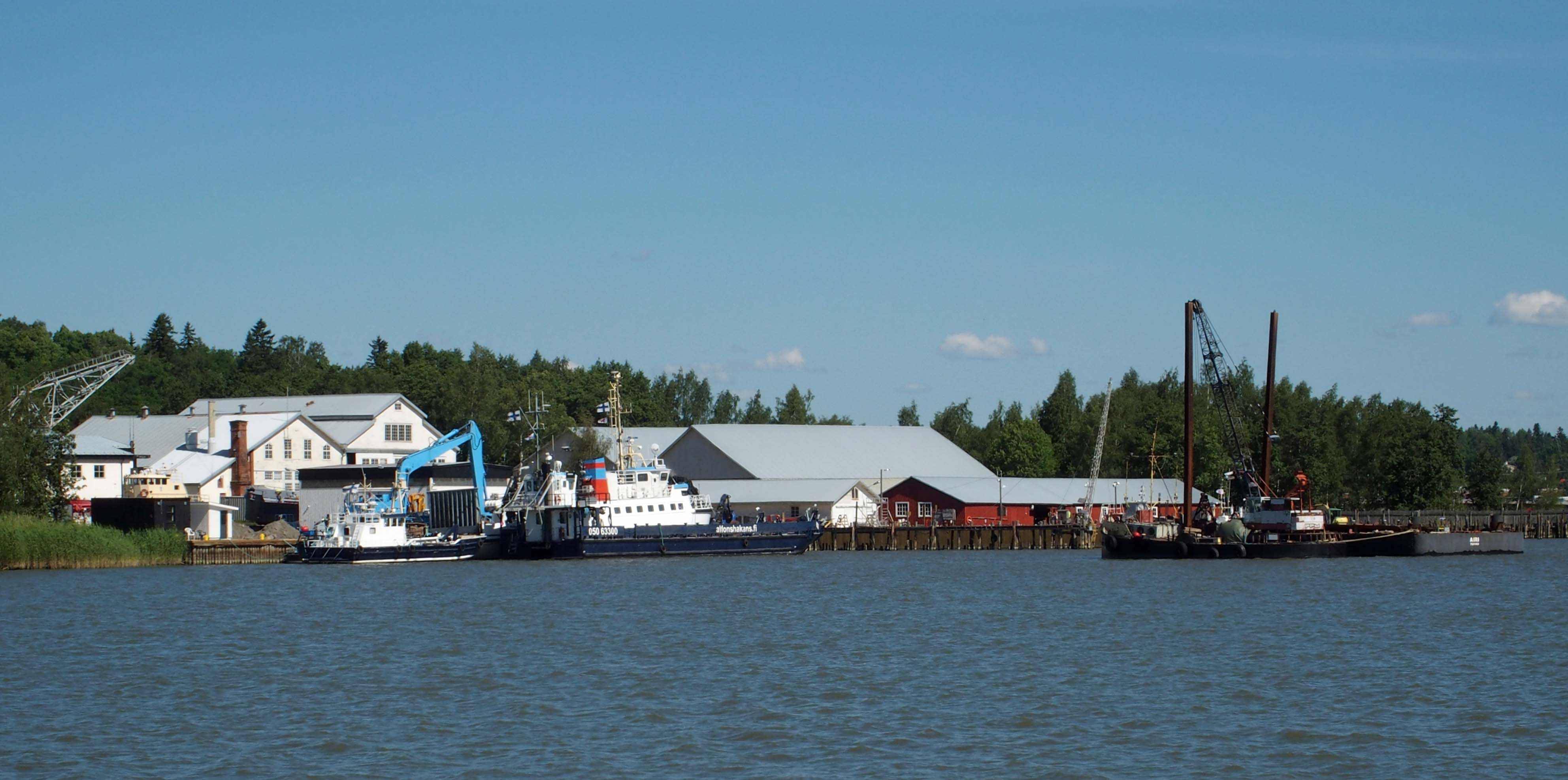
Båtvarvet, 2016
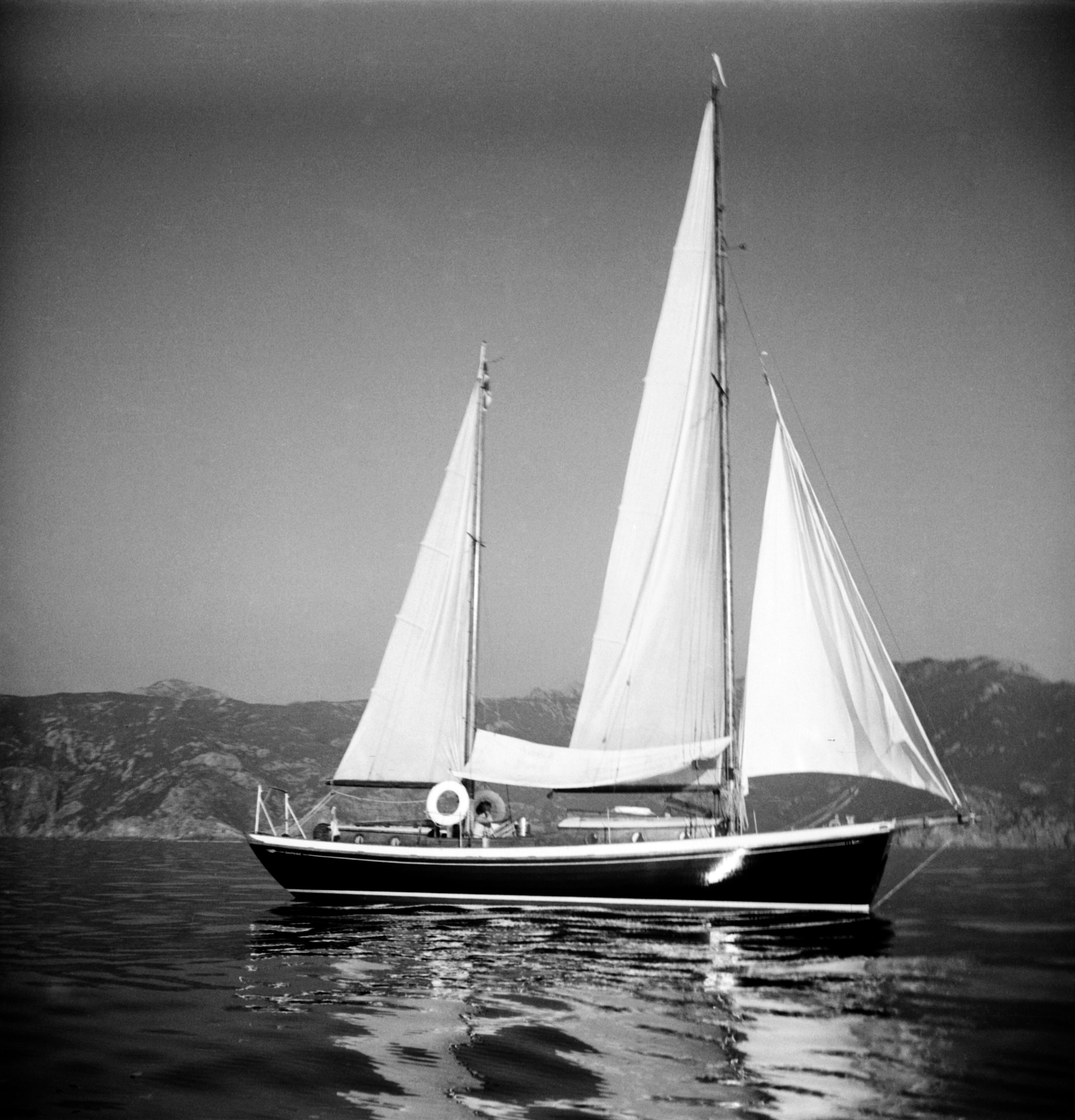
S/Y Daphne